# Conocephalus xiphidioides
Conocephalus xiphidioides är en insektsart som först beskrevs av Heinrich Hugo Karny 1907.  Conocephalus xiphidioides ingår i släktet Conocephalus och familjen vårtbitare. Inga underarter finns listade i Catalogue of Life.